# Viliami Ofahengaue
Viliami Ofahengaue (Tongatapu, 3 de mayo de 1968) es un exrugbista y pastor metodista australiano, nacido en Tonga, que se desempeñaba como ala. Fue internacional con los Wallabies en los años 1990 y se consagró campeón del mundo en Inglaterra 1991.

## Biografía
Nacido y criado en Tonga, en su adolescencia se mudó con unos parientes a la ciudad neozelandesa de Auckland y allí destacó tanto como rugbista en la universidad, que en 1988 fue convocado a los Baby Blacks y partió con ellos a una gira por Australia. Sin embargo, no pudo reingresar a Nueva Zelanda con su pasaporte de Tonga, por lo que se mudó a la ciudad australiana de Sídney.
Actualmente tiene su esposa e hijos y vive en Melbourne, donde trabaja como pastor desde 2010 y en una iglesia metodista tongana.
En julio de 2008 fue nombrado Miembro de la Orden de la Reina Salote Tupou III y en 2025 fue incluido en el Salón de la Fama del Rugby del Pacífico.

## Carrera
Debutó en la primera del Manly Rugby Football Club en 1988 y jugó con ellos hasta 1991, cuando se estableció en los New South Wales Waratahs. Con estos últimos jugó hasta 1999 y se convirtió en profesional en 1996 con el recién creado Súper Rugby.
En 1992 el escocés Ian McGeechan lo seleccionó a World XV, para disputar el Centenario de la New Zealand Rugby y jugó dos pruebas ante los All Blacks. Ese año fue contratado por el Rugby Rovigo Delta, club italiano de la Serie A1 y jugó profesionalmente la temporada 1992-93.
En los años 2000 fue entrenador de Tonga y desde entonces ocasionalmente ha dirigido o sido segundo entrenador en clubes de Japón y Oceanía.

## Selección nacional
Representó a los Baby Blacks y con los Wallabies 7s disputó la Copa Mundial de Rugby 7 de 1997.
Bob Dwyer lo convocó a los Wallabies por vez primera en julio de 1990 y debutó frente a los All Blacks. Disputó el Torneo de las Tres Naciones 1998 y ganó la Copa Bledisloe en 1992, 1994 y 1998.
El técnico Rod Macqueen lo seleccionó por última vez en noviembre de 1998 contra Francia y dejó de convocarlo por preferir en su lugar a David Wilson, Brett Robinson y el veterano Tiaan Strauss. En total jugó 41 pruebas y marcó once tries.

### Participaciones en Copas del Mundo
Dwyer lo llevó a Inglaterra 1991 como titular, alineándose con Simon Poidevin y el octavo Troy Coker. Jugó la final y debió marcar al argentino Pablo Garretón, el irlandés Phillip Matthews y al neozelandés Alan Whetton.
| Mundial                       | Sede       | Resultado        | PJ | Tries |
| ----------------------------- | ---------- | ---------------- | -- | ----- |
| Copa Mundial de Rugby de 1991 | Inglaterra | Campeón          | 5  | 0     |
| Copa Mundial de Rugby de 1995 | Sudáfrica  | Cuartos de final | 3  | 0     |

En Sudáfrica 1995 Dwyer lo cambió a 6, formándolo junto a David Wilson y el octavo Tim Gavin. Allí debió marcar al sudafricano Ruben Kruger y al inglés Ben Clarke.